# Фрост (місячний кратер)
Кра́тер Фрост (лат. Frost) — великий стародавній метеоритний кратер у північній півкулі зворотного боку Місяця. Назву присвоєно на честь американского астронома Едвіна Бранта Фроста (1866—1935) й затверджено Міжнародним астрономічним союзом у 1970 році. Утворення кратера відбулося у донектарському періоді.

## Опис кратера

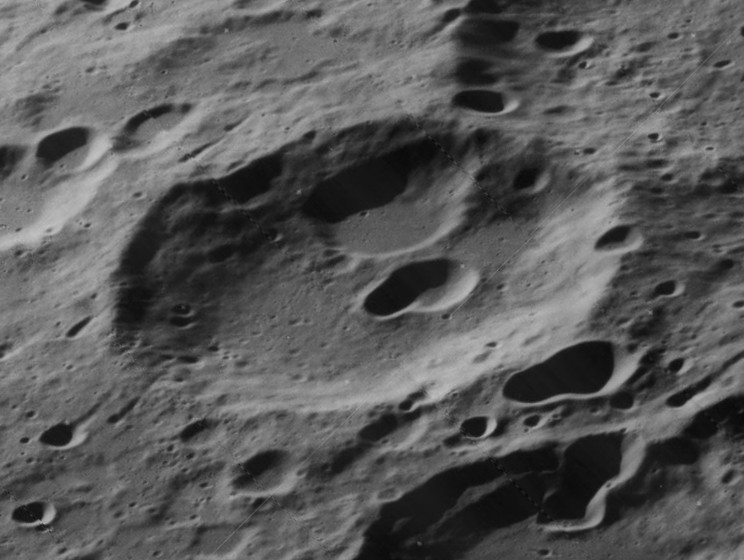
Світлина зонда Lunar Orbiter — V.

Кратер Фрост перекриває південний край валу кратера Ландау. Іншими його найближчими сусідами є кратер Разумов на сході північному сході; кратер Петропавловський на сході і кратер Дуглас на південному заході. Селенографічні координати центра кратера 37°25′ пн. ш. 118°54′ зх. д. / 37.41° пн. ш. 118.9° зх. д., діаметр 78,3 км, глибина 2,8 км
Кратер Фрост має полігональну форму та зазнав значних руйнувань. Вал згладжений, відзначений лише одним маленьким кратером у північно-східній частині. Внутрішній схил валу зберіг згладжені залишки терасоподібної структури. Дно чаші відносно рівне, у північно-західній частині чаші видно залишки невеликого кратера, трохи північно-східніше від центра чаші лежить пара здвоєних кратерів.

## Сателітні кратери
| Фрост | Координати                                                  | Діаметр, км |
| ----- | ----------------------------------------------------------- | ----------- |
| N     | 34°43′ пн. ш. 119°34′ зх. д. / 34.72° пн. ш. 119.56° зх. д. | 45,3        |

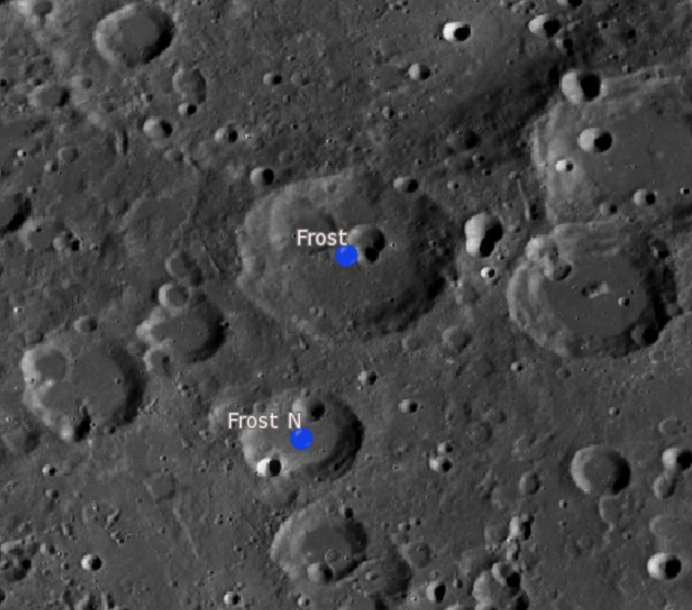
Світлина зонда Lunar Reconnaissance Orbiter.

- Утворення сателітного кратера Фрост N відбулося у нектарському періоді[1].